# Maatkare

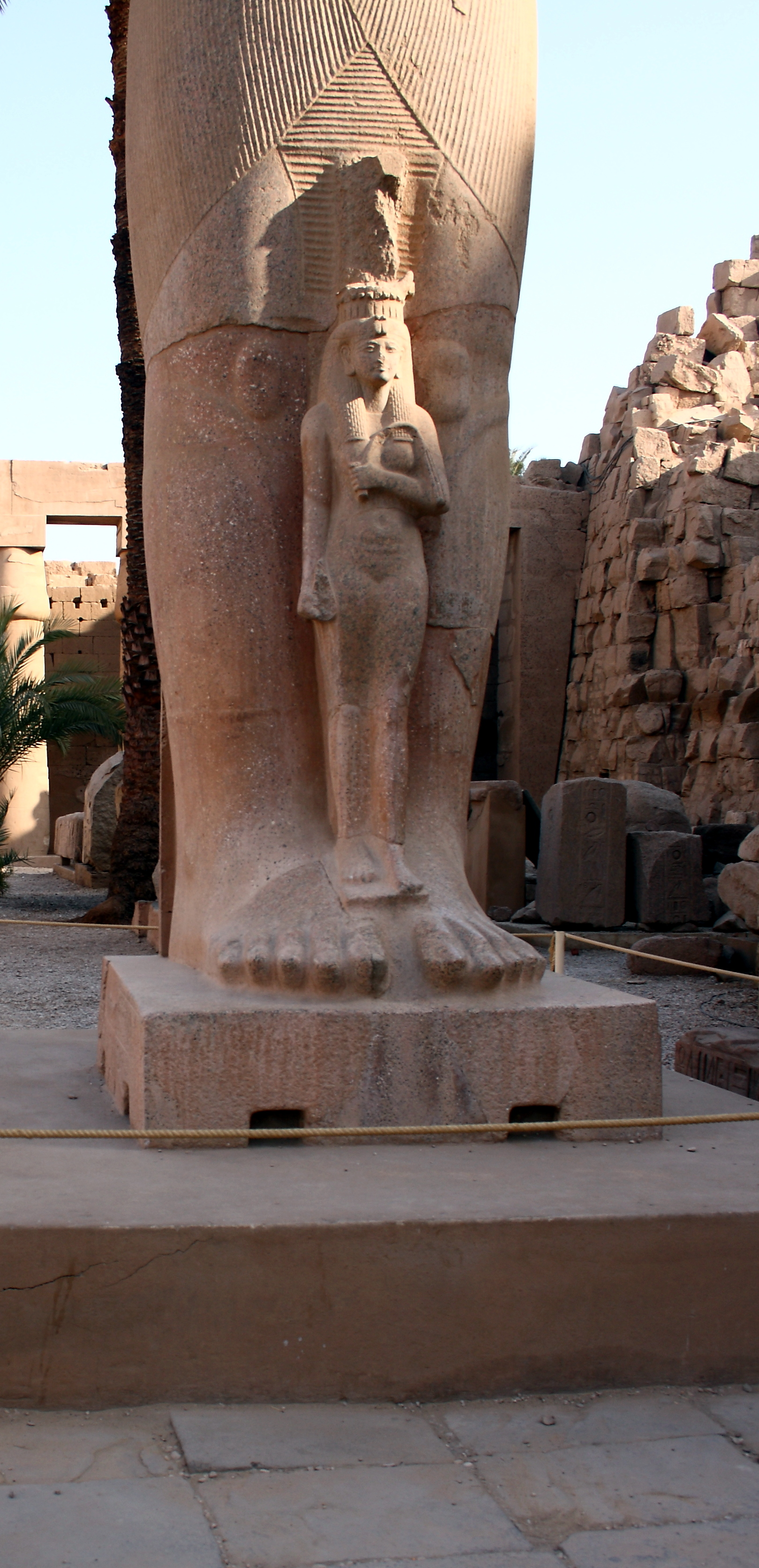
Maatkare Mutemhat am Fuße der Kolossalstatue von Pinudjem I. in Karnak.

Maatkare (auch Maatkare Mutemhat), Tochter des Hohepriesters des Amun und Königs von Oberägypten Pinudjem I., war während der 21. Dynastie (Dritte Zwischenzeit) Gottesgemahlin des Amun.
Sie war die Schwester des Königs (Pharao) Psusennes I. sowie der thebanischen Hohenpriester Mencheperre, Djedchonsiuefanch und Masaharta. In der Tempelanlage von Luxor ist sie durch ein Graffito als Kind bezeugt und auf dem Pylon des Chonstempel im Tempel von Karnak als „Gottesgemahlin“. Ihre Mumie, einige Papyri sowie 150 Uschebtis von Maatkare fand man in der Cachette von Deir el-Bahari (DB/TT320).